# Tashkent
Tashkent (/tæʃˈkɛnt/; tiếng Nga: Ташкент, IPA: [tɐʂˈkʲent] ⓘ) hay Toshkent (/tɒʃˈkɛnt/; tiếng Uzbek: Тошкент / تاشکند, IPA: [tɒʃˈkent]) là thủ đô và thành phố lớn nhất của Uzbekistan. Đây cũng là thành phố đông dân nhất Trung Á, với dân số là 3 triệu. Thành phố này nằm ở tây bắc Uzbekistan, gần biên giới với Kazakhstan.
Trước khi chịu ảnh hưởng của Hồi giáo (bắt đầu từ giữa thế kỷ 8 CN), Tashkent đã chịu ảnh hưởng của các nền văn hóa Sogdian và Turk. Sau khi bị phá hủy bởi Thành Cát Tư Hãn vào năm 1219, thành phố được xây dựng lại và hưởng lợi từ các hoạt động giao thương qua Con đường Tơ lụa. Từ thế kỷ 18 đến 19, thành phố trở thành một thành bang độc lập, trước khi bị Hãn quốc Kokand tái chiếm lại. Vào năm 1865, Tashkent rơi vào tay Đế quốc Nga; và trở thành thủ phủ của Turkestan thuộc Nga. Thời Liên Xô, thành phố chứng kiến sự phát triển mạnh và thay đổi thành phần dân cư lớn do chính sách di dân bắt buộc của chính quyền. Phần lớn Tashkent bị phá hủy do động đất Tashkent 1966, nhưng được tái xây dựng lại thành thành phố Liên Xô kiểu mẫu. Đây là thành phố lớn thứ tư của Liên Xô vào thời đó, sau Moskva, Leningrad và Kyiv.
Ngày nay, là thủ đô của nhà nước độc lập Uzbekistan, Tashkent vẫn có thành phần dân cư đa sắc tộc, với thành phần chính là người Uzbek. Vào năm 2009, thành phố chào mừng 2.200 lịch sử.

## Lịch sử
Trong suốt lịch sử lâu dài của thành phố, Tashkent đã có những thay đổi khác nhau trong tên gọi cũng như liên kết chính trị và tôn giáo.

### Lịch sử ban đầu
Tashkent được người dân cổ đại định cư như một ốc đảo trên sông Chirchik, gần chân núi của dãy núi Tây Thiên Sơn. Trong thời cổ đại, khu vực này có tên là Beitian, có nghĩa là "kinh đô mùa hè" của liên minh Kangju. Một số học giả tin rằng có một tòa tháp bằng đá được nhắc đến bởi Claudius Ptolemaeus và các nguồn từ những người du mục khác trên con đường tơ lụa để đề cập đến khu định cư này ("Tashkent" có nghĩa là "lâu đài bằng đá"). Tháp này được cho là đã đánh dấu ranh giới giữa châu Âu và Trung Quốc. Tuy nhiên, các học giả khác không đồng ý với nhận định này, mặc dù Tashkent vẫn là một trong bốn địa điểm tiềm năng nhất của tòa tháp đá.

### Thành phố Chach

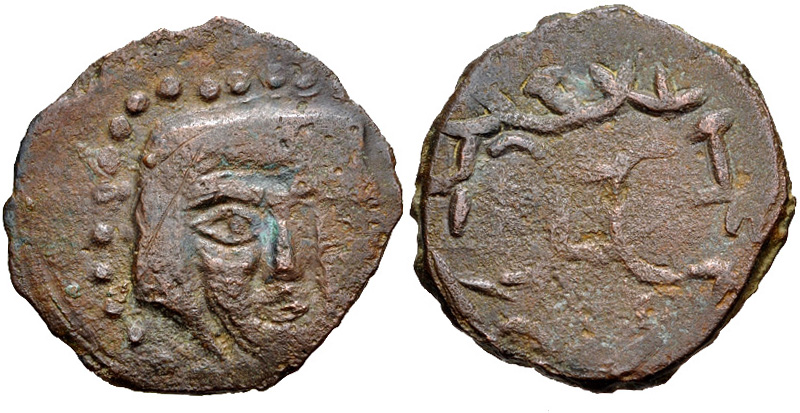
Tiền đúc của thành phố Chach trong giai đoạn từ năm 625 đến 725

Trong thời kỳ tiền Hồi giáo và đầu Hồi giáo, thị trấn và tỉnh này được gọi là Chach. Các Shahnameh của Ferdowsi cũng nhắc đến thành phố với cái tên Chach. Sau đó, thị xã được gọi là Chachkand / Chashkand, có nghĩa là "thành phố Chach". Nơi đây là trạm dừng chân của các thương nhân trên con đường tơ lụa để giao dịch các loại hàng hóa, trong đó nổi bật là các loại đá quý, vì thế Chach được giới thương nhân đặt cho mệnh danh là "thế giới đá" hay "thành phố ngọc lam".
Triều đình Chach có một kinh đô hình vuông được xây dựng từ thế kỷ 5 đến 3 TCN, cách sông Syr Darya khoảng 8 km về phía nam. Vào thế kỷ thứ 7, Chach có hơn 30 thị trấn và mạng lưới hơn 50 kênh rạch, tạo thành một trung tâm thương mại giữa người Sogd và người Thổ Nhĩ Kỳ. Vị sư Huyền Trang khi du hành đến Ấn Độ qua Trung Á, đề cập đến tên của thành phố là Giả-thì (赭時). Các sách Biên niên sử của Trung Quốc như Tùy thư, Bắc sử và Đường thư, đều đề cập đến tên gọi là Thạch (石) hoặc Giả-thì (赭時) với cùng một kinh đô kể từ thế kỷ thứ V sau công nguyên.
Vào năm 751, khu vực này đã bị người Hồi giáo chinh phục.

### Lịch sử thời kì Hồi giáo
Vào giữa thế kỷ thứ VII, Đế quốc Sasan của Ba Tư sụp đổ sau cuộc chinh phạt của người Ả Rập. Dưới triều đại Samanid (819-999), người sáng lập Saman Khuda là một người Ba Tư hỏa giáo cải đạo sang Hồi giáo, thành phố này được gọi là Binkath. Tuy nhiên, người Ả Rập vẫn giữ lại tên cũ Chach cho khu vực xung quanh, thay vào đó phát âm thành ash-Shash (الشاش)  (tiếng Ả Rập). Kand, qand, kent, kad, kath, kud, tất cả đều có nghĩa là một thành phố, có nguồn gốc từ tiếng Ba Tư/Sogdian کندهه kanda, có nghĩa là một thị trấn hoặc một thành phố. Chúng được tìm thấy trong các tên thành phố khác như Samarkand, Yarkand, Panjakent, Khujand, v.v.). Sau thế kỷ 16, tên này phát triển từ Chachkand / Chashkand đến Tashkand. Cách viết chữ hiện đại của "Tashkent" phản ánh chính tả của tiếng Nga và ảnh hưởng Xô viết của thế kỷ 20.
Tên hiện đại theo tiếng Thổ Nhĩ Kỳ của Tashkent (Thành phố Đá) xuất phát từ luật Kara-Khanid vào thế kỷ thứ 10 ("Tash" theo tiếng Thổ có nghĩa là đá).

### Mông Cổ chinh phục và hậu quả
Thành phố này đã bị phá hủy bởi Thành Cát Tư Hãn vào năm 1219 và mất đi phần lớn dân số do cuộc chiến giữa Mông Cổ và đế quốc Khwarezmid vào năm 1220.

### Đế quốc Tymurid
Dưới sự cai trị của đế quốc Timurid và Shaybanid, dân số và văn hoá của thành phố dần dần được phục hồi như là một trung tâm chiến lược nổi bật về thương mại dọc theo con đường tơ lụa. Dưới thời trị vì của Timur (1336-1405), Tashkent đã được khôi phục do là một phần của đế chế. Đối với Timur, Tashkent được coi là một khu vực chiến lược. Năm 1391, Timur xuất quân vào mùa xuân từ Tashkent đến Desht-i-Kipchak để giao chiến với khả hãn Tokhtamysh của hãn quốc Kim Trướng. Timur trở về Samarkand sau chiến dịch thắng lợi này cũng từ Tashkent.

### Thời Shaybanid
Vào thế kỷ 16, Tashkent được cai trị bởi triều đại Shaybanid.

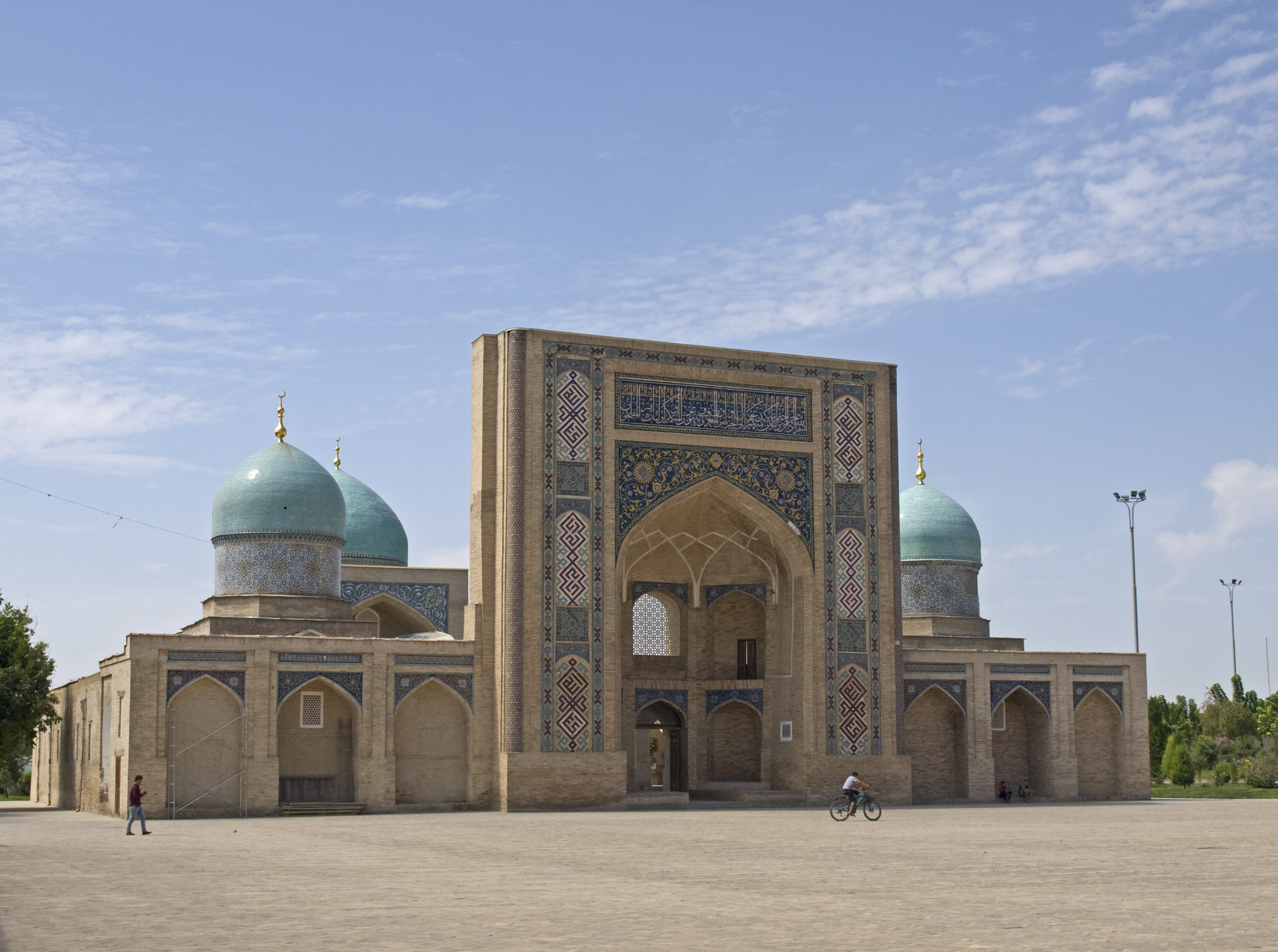
Thánh đường Hồi giáo Abdulla Murodxo'jayev

Shaybanid Suyunchkhoja Khan là một nhà cai trị người Uzbekistan khai sáng; theo truyền thống của tổ tiên Mirzo Ulugh Beg và khả hãn Abul Khair, ông đã tập hợp các nhà khoa học, nhà văn và nhà thơ nổi tiếng tại triều đình của mình, trong số họ: Vasifi, Abdullah Nasrullahi, Masud bin Osmani Kuhistani. Kể từ năm 1518, Vasifi là nhà giáo dục cho con trai của Suyunchhoja Khan Keldi Muhammad, người mà sau cái chết của cha mình vào năm 1525, ông chuyển đến sống ở Tashkent. Sau cái chết của người học trò cũ, ông trở thành nhà giáo dục cho con trai mình, Abu-l-Muzaffar Hasan-Sultan.
Sau đó thành phố nằm dưới quyền của Shaybanid Abdullah Khan II (người cai trị thực sự từ năm 1557, chính thức vào năm 1583–1598), người đã phát hành tiền xu của mình ở đây. Từ năm 1598 đến năm 1604, Tashkent được cai trị bởi Shaybanid Keldi Muhammad, người đã phát hành bạc và đồng tiền xu thay mặt cho anh ấy.

### Thế kỷ 17 đến nửa đầu thế kỷ 18
Năm 1598, khả hãn Kazakh Taukeel Khan giao chiến với Hãn quốc Bukhara. Quân đội Bukhara được gửi đến tấn công ông đã bị người Kazakh đánh bại trong trận chiến giữa Tashkent và Samarkand. Dưới thời trị vì của khả hãn Yesim Khan, một hiệp ước hòa bình đã được ký kết giữa Bukhara và người Kazakh, theo đó người Kazakh từ bỏ Samarkand, nhưng chiếm được Tashkent, Turkestan và một số thành phố Syr Darya.
Yesim cai trị Hãn quốc Kazakh từ năm 1598 đến năm 1628, công lao chính của ông là đã thống nhất được hãn quốc này.

### Thành bang Tashkent
Vào năm 1784, Yunus Khoja, người cai trị của Dakha (quận) Shayhantahur, đã thống nhất toàn bộ thành phố dưới sự cai trị của mình và tạo ra một nhà nước Tashkent độc lập (1784-1807), vào đầu thế kỷ 19 đã chiếm giữ những vùng đất rộng lớn.

### Hãn quốc Kokand
Năm 1809, Tashkent được sáp nhập vào hãn quốc Kokand. Vào thời điểm đó, Tashkent có dân số khoảng 100.000 người và được xem là thành phố giàu nhất ở Trung Á. Thành phố phát triển mạnh thông qua thương mại với Nga nhưng bị áp đặt dưới mức thuế cao của Kokand. Giới giáo sĩ ở Tashkent cũng ủng hộ các giáo sĩ của Bukhara hơn là của Kokand. Tuy nhiên, trước khi Emir của Bukhara có thể lợi dụng sự bất mãn này, quân đội Nga đã đến và thôn tính toàn bộ khu vực.

### Thời kì thuộc Nga

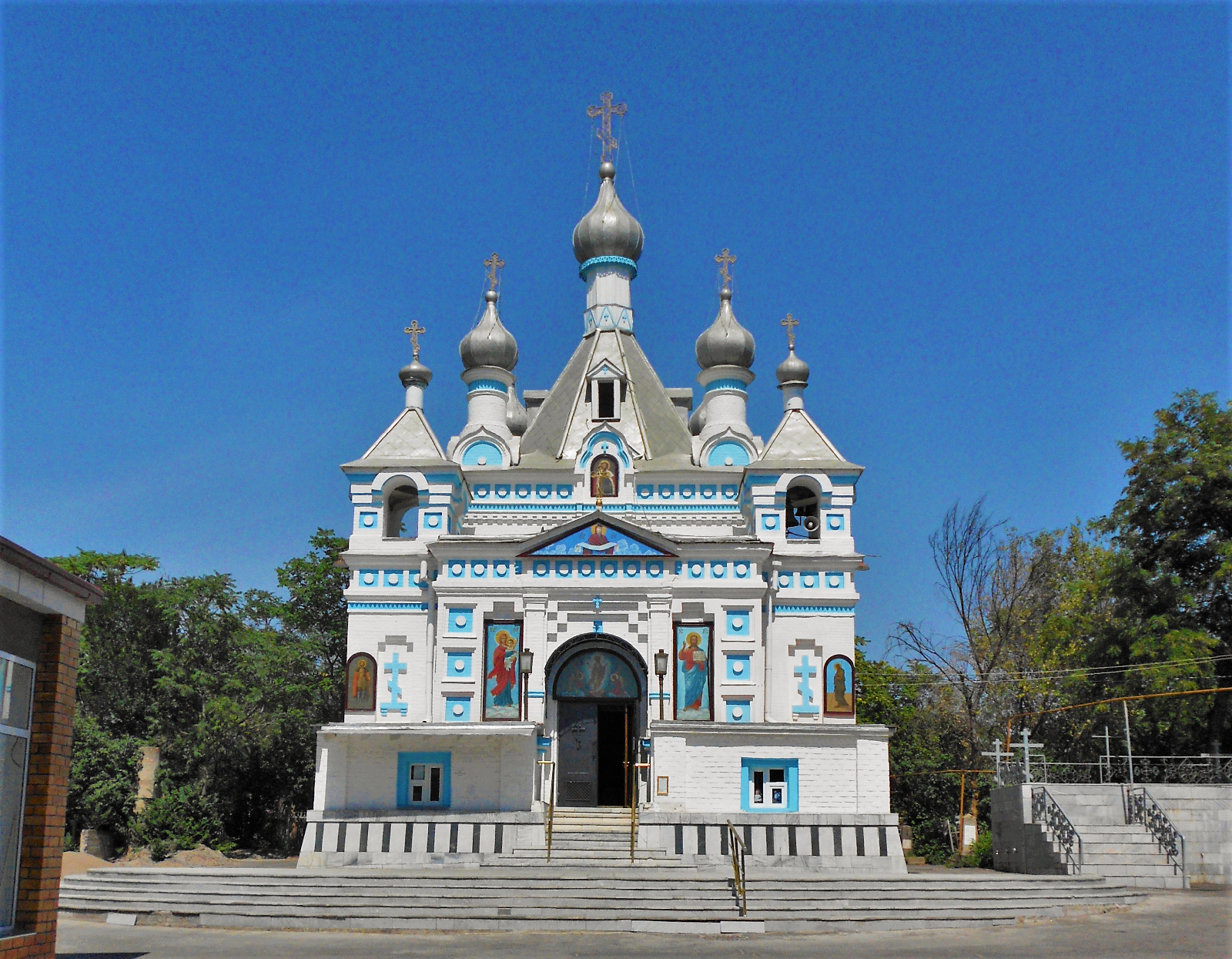
Nhà thờ Alexander Nevsky được xây bởi Giáo hội Chính thống giáo Nga ở Tashkent.

Vào tháng 5 năm 1865, Mikhail Grigorevich Chernyayev (Cherniaev) âm mưu hành động chống lại lệnh của sa hoàng, đã tổ chức cuộc tập kích vào ban đêm táo bạo chống lại chính quyền cai trị thành phố với bức tường dài 25 cây số (16 dặm) với 11 cửa và 30.000 người bảo vệ. Trong khi một đội ngũ nhỏ đã tổ chức một cuộc tấn công khác, thì lực lượng chính đã xuyên thủng các bức tường, do một linh mục Giáo hội Chính thống giáo Nga chỉ trang bị một cây thánh giá. Mặc dù các đáp trả về quốc phòng gặp nhiều khó khăn, người Nga đã chiếm được thành phố này sau hai ngày chiến đấu vất vả khiến 25 người chết so với hàng nghìn vệ binh (bao gồm cả Alimqul, người cai trị hãn quốc Kokand). Chernyayev được gọi là "Sư tử của Tashkent" bởi các trưởng lão thành phố, khi ông tổ chức một chiến dịch "trái tim và lòng" để giành được lòng dân. Ông ta bãi bỏ thuế trong một năm, cưỡi ngựa qua đường phố và chợ trời để gặp gỡ, giúp đỡ những người dân thường và tự bổ nhiệm mình là "Thống đốc quân đội của Tashkent". Chernyayev đề xuất với sa hoàng Alexander II của Nga rằng thành phố sẽ được tạo thành một hãn quốc độc lập dưới sự bảo hộ của Nga.
Sa hoàng đã khen ngợi Chernyayev và những thuộc hạ của ông bằng những huy chương và tiền thưởng, nhưng coi tướng tổng quát là "súng đại bác" và nhanh chóng thay thế ông ta bằng Tướng Konstantin Petrovich von Kaufman. Không được độc lập, Tashkent trở thành thủ đô vùng lãnh thổ mới của Nga Turkestan, với Kaufman là Thống đốc đầu tiên. Một căn cứ quân sự và khu định cư của người Nga đã được xây dựng trên kênh Ankhor từ khu phố cổ, nơi người Nga và các thương gia đổ xô vào. Tashkent là một trung tâm của gián điệp trong cuộc chiến tranh Ván Cờ Lớn giữa Nga và Vương quốc Anh trên khu vực Trung Á. Quân đội Turkestan được thành lập như là một phần của các cuộc cải cách quân sự năm 1874. Tuyến đường sắt Trans - Caspian được xây dựng đến năm 1889, và các công nhân đường sắt xây dựng nó cũng định cư ở Tashkent, mang theo mầm mồng của chủ nghĩa Bolshevik.

### Ảnh hưởng từCách mạng tháng Mười

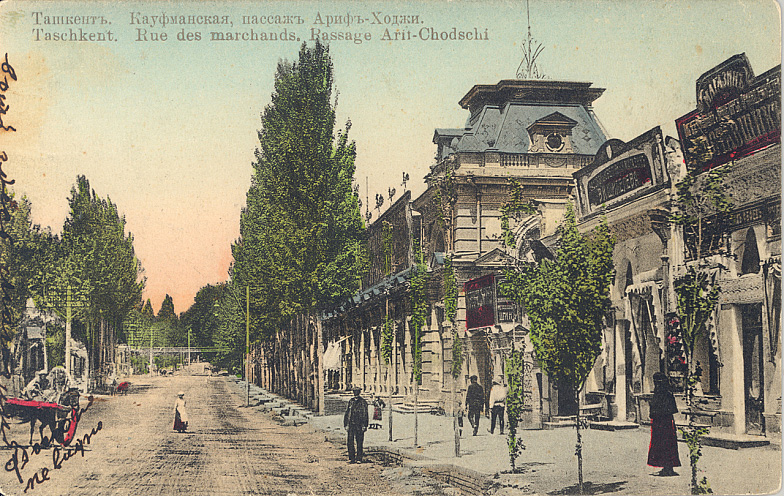
Tashkent, 1910

Với sự sụp đổ của đế quốc Nga, Chính phủ Lâm thời Nga đã xóa bỏ tất cả các hạn chế dân sự dựa trên tôn giáo và quốc tịch, góp phần vào sự ủng hộ nhiệt tình của địa phương cho cuộc Cách mạng Tháng Hai. Viên chức của Liên Xô và Công nhân đã sớm thành lập, nhưng đại diện chủ yếu là cư dân người Nga, chiếm khoảng một phần năm dân số Tashkent. Các nhà lãnh đạo Hồi giáo nhanh chóng thành lập Hội đồng Hồi giáo Tashkent (Tashkand Shura-yi-Islamiya), có trụ sở tại khu phố cổ. Ngày 10 tháng 3 năm 1917, có một cuộc diễu hành của các công nhân người Nga đi với những lá cờ đỏ, lính Nga hát La Marseillaise cùng hàng ngàn người Trung Á ở địa phương. Sau nhiều bài phát biểu, Thống đốc Aleksey Kuropatkin đã kết thúc các sự kiện bằng chữ "Sự trường tồn là một nước Nga tự do".
Hội nghị Hồi giáo Turkestan đầu tiên được tổ chức tại Tashkent từ ngày 16 đến 20 tháng 4 năm 1917. Giống như Hội đồng Hồi giáo, nó bị chi phối bởi các nhà cải cách Hồi giáo Jadid. Một phe bảo thủ hơn xuất hiện ở Tashkent tập trung quanh Ulema. Phe này đã thành công hơn trong cuộc bầu cử địa phương vào tháng 7 năm 1917. Họ lập nên một liên minh với những người Nga bảo thủ, trong đó phe theo Liên Xô trở nên triệt để hơn. Nỗ lực của Liên Xô nhằm kiểm soát thành phố vào tháng 9 năm 1917 đã không thành công.
Tháng 4 năm 1918, Tashkent trở thành thủ đô của Cộng hòa Xã hội chủ nghĩa Xô viết tự trị Turkestan (Turkestan ASSR). Chế độ mới bị đe doạ bởi lực lượng phản động từ Triều Tiên và Basmachi; cuộc nổi dậy từ bên trong, đã bị ra lệnh đàn áp từ quân đội Moskva. Năm 1930, sau một cuộc cải cách hành chính, Tashkent nằm trong địa phận của SSR Uzbek, và trở thành thủ phủ chính thức của SSR Uzbek, thay thế cho Samarkand.

### Thời kì Xô viết
Thành phố bắt đầu được công nghiệp hóa vào những năm 1920 và 1930.

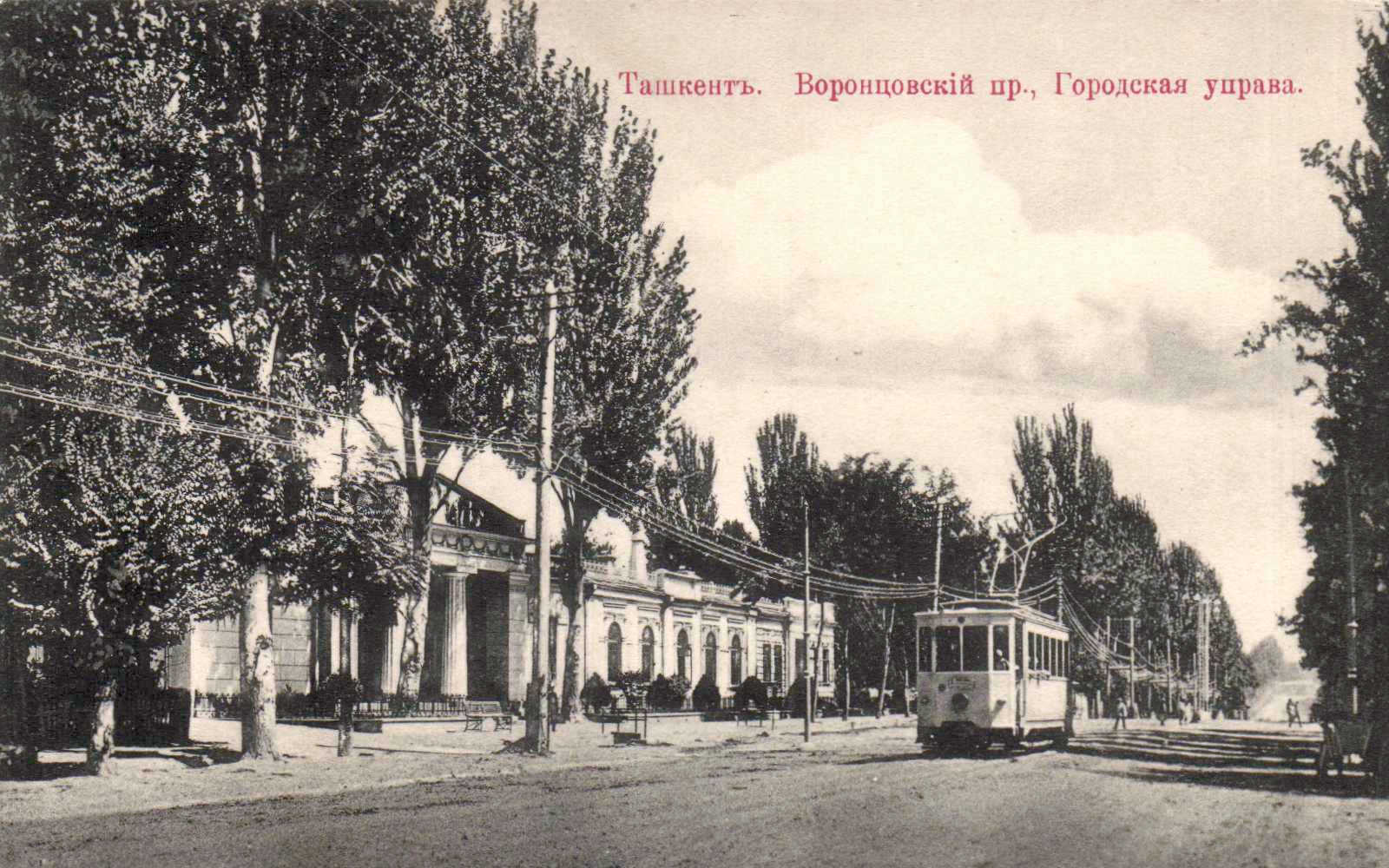
Tashkent, 1917

Vi phạm Hiệp ước Molotov-Ribbentrop, Đức Quốc xã đã xâm lược Liên Xô vào tháng 6 năm 1941. Chính phủ đã quyết định chuyển các nhà máy từ miền Tây nước Nga và Ukraine tới Tashkent để bảo vệ năng lực công nghiệp của Xô viết. Điều này đã dẫn tới sự gia tăng vai trò của thành phố như một trung tâm công nghiệp trong Chiến tranh Thế giới thứ hai.
Liên Xô cũng huy động di tản hầu hết các emigra của cộng sản Đức tới Tashkent. Dân số Nga ở thành phố tăng mạnh khi họ đến sơ tán từ các vùng chiến sự, khiến tổng dân số Tashkent tăng lên hơn một triệu người. Người Nga và Ukraina dần dần chiếm hơn một nửa tổng số cư dân của Tashkent. Nhiều người tị nạn vẫn sống ở Tashkent sau chiến tranh, thay vì trở về nhà cũ.
Trong thời kỳ hậu chiến, Liên Xô đã thành lập nhiều cơ sở khoa học và kỹ thuật tại Tashkent.
Vào ngày 10 tháng 1 năm 1966, Thủ tướng Ấn Độ Lal Bahadur Shastri và Tổng thống Pakistan Ayub Khan đã ký một hiệp ước ở Tashkent với Thủ tướng Xô viết Alexei Kosygin làm hòa giải viên. Vào ngày hôm sau, Shastri chết đột ngột, theo báo cáo là do một cơn đau tim. Người ta cho rằng Shastri đã bị giết chết vì bị hạ độc từ nước ông uống.
Vào ngày 26 tháng 4 năm 1966, phần lớn kiến trúc cũ của thành phố đã bị phá hủy bởi trận động đất. Hơn 300.000 cư dân đã bị vô gia cư. Khoảng 78.000 căn nhà thiết kế nghèo nàn đã bị phá hủy, chủ yếu ở những khu vực dày đặc của thành phố cổ, nơi mà ngôi nhà adobe truyền thống chiếm ưu thế. Các nước cộng hòa Xô viết, và một số nước khác như Phần Lan, đã gửi "tiểu đoàn các nước huynh đệ" và các nhà quy hoạch đô thị đến để giúp xây dựng lại Tashkent vốn đã bị tàn phá nặng nề. Họ đã tạo ra một thành phố mô hình của Liên Xô trên những con đường rộng lớn trồng cây che bóng, các công viên, những quảng trường bao la cho những cuộc diễu hành, đài phun nước, tượng đài, và các khối nhà chung cư. Tàu điện ngầm Tashkent cũng được xây dựng trong thời gian này. Khoảng 100.000 ngôi nhà mới được xây dựng vào năm 1970, nhưng chủ yếu dành cho các nhà thầu xây dựng, chứ không phải là người vô gia cư ở Tashkent. Quá trình phát triển trong những năm tiếp theo đã tăng quy mô của thành phố với những khu vực phát triển mới như Chilonzor, phía đông bắc và đông nam của thành phố.

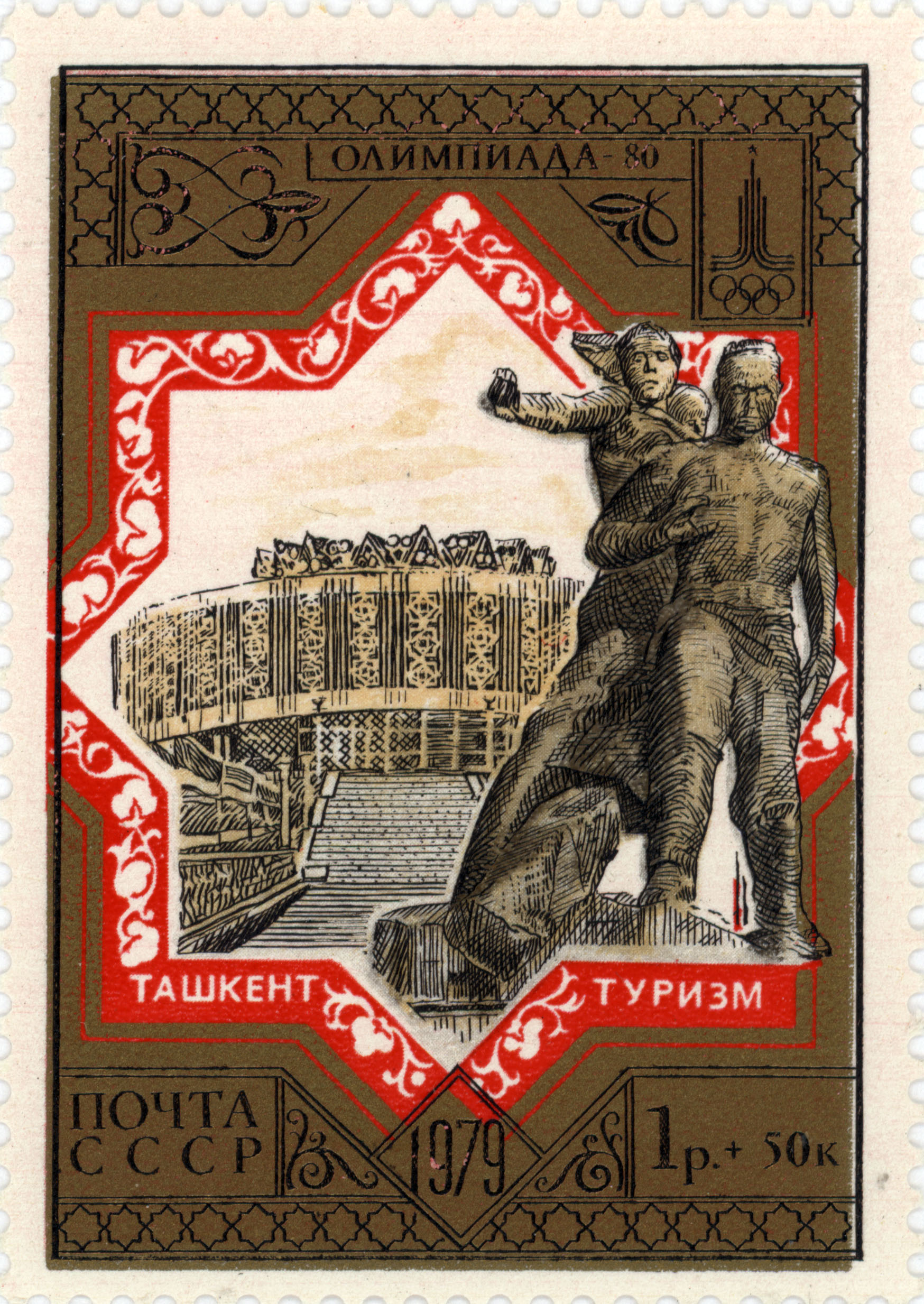
Tượng đài Chiến thắng in trên tem của Liên Xô năm 1979

Vào thời điểm sụp đổ của Liên bang Xô viết năm 1991, Tashkent là thành phố lớn thứ tư của Liên Xô và là trung tâm nghiên cứu trong các lĩnh vực khoa học và kỹ thuật.
Do trận động đất tầm 7-8 độ richter vào ngày 26 tháng 4 năm 1966 và sự phát triển nhanh chóng của Liên Xô, ít di sản kiến trúc trong lịch sử cổ đại của Tashkent còn tồn tại. Còn rất ít những kiến trúc đánh dấu tầm quan trọng của thành phố như một điểm giao dịch trên con đường tơ lụa lịch sử.

### Thủ đô của Uzbekistan

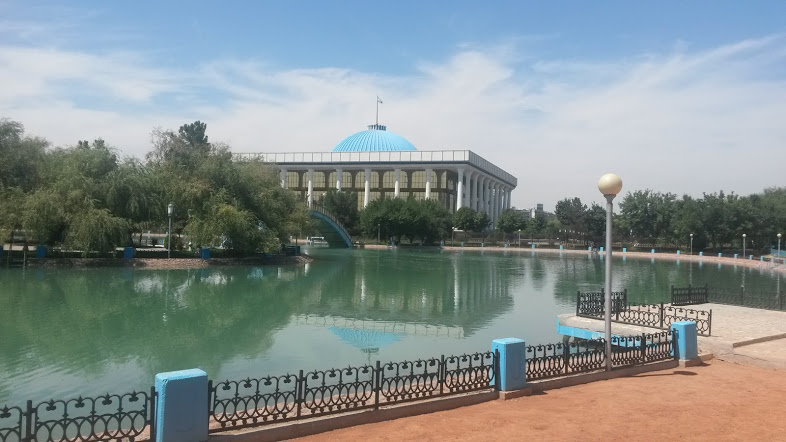
Công viên Alisher Navoiy

Tashkent là thành phố quốc tế hóa nhất ở Uzbekistan. Thành phố được ghi nhận bởi những con phố nhiều cây xanh, nhiều đài phun nước, và những công viên, ít nhất là cho tới khi các chính sách địa phương bắt đầu có hiệu lực vào năm 2009.
Từ năm 1991, thành phố đã thay đổi về mặt kinh tế, văn hoá và kiến trúc. Sự phát triển mới đã thay thế các biểu tượng của thời kỳ Xô viết. Tượng của Lenin đã được thay thế bằng một quả địa cầu, có bản đồ địa lý của Uzbekistan. Các tòa nhà từ thời Liên Xô đã được thay thế bằng những tòa nhà hiện đại mới. Khu thương mại Tashkent bao gồm tòa nhà Ngân hàng NBU 22 tầng, khách sạn Intercontinental, Trung tâm Kinh doanh Quốc tế và Tòa nhà Plaza.

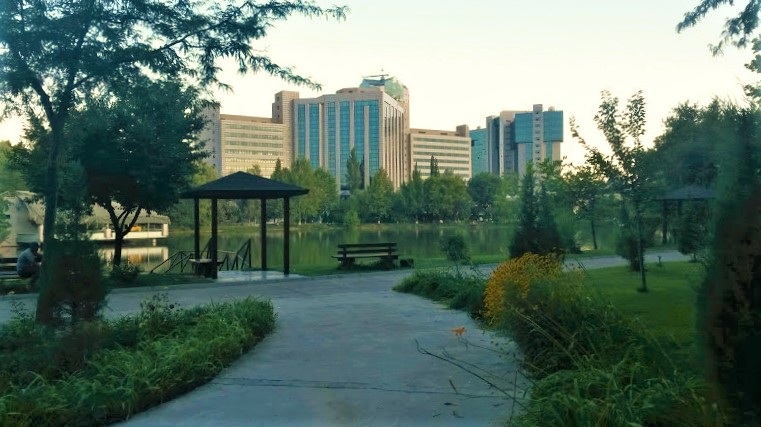
Khu vườn Nhật Bản ở Tashkent

Quận kinh doanh Tashkent là một quận đặc biệt, được thành lập để phát triển các doanh nghiệp nhỏ, vừa và lớn ở Uzbekistan.
Năm 2007, Tashkent được báo Moscow News đặt tên là "thủ đô văn hoá của thế giới Hồi giáo" vì thành phố này có nhiều nhà thờ Hồi giáo lịch sử và các địa điểm quan trọng của Hồi giáo, bao gồm cả trường Đại học Hồi giáo. Tashkent có Samarkand Kufic Quran, một trong những bản sao bằng văn bản đầu tiên của kinh Koran, đã được đặt tại thành phố này từ năm 1924.
Tashkent là thành phố được ghé thăm nhiều nhất trong cả nước, và đã được hưởng lợi rất nhiều từ việc gia tăng khách du lịch do kết quả của những cải cách dưới thời tổng thống Shavkat Mirziyoyev, bao gồm việc mở cửa du lịch bằng cách bãi bỏ chính sách thị thực cho du khách từ Liên minh châu Âu và nhiều nước đang phát triển khác hoặc thiết lập một chính sách cấp thị thực dễ dàng hơn cho những người nước ngoài.

Quá trình phát triển của Tashkent
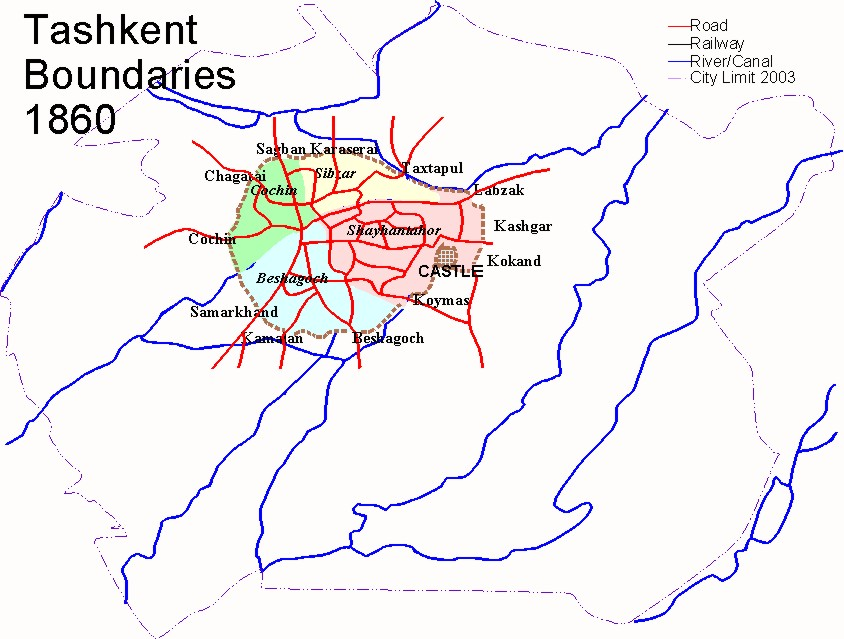
c. 1865
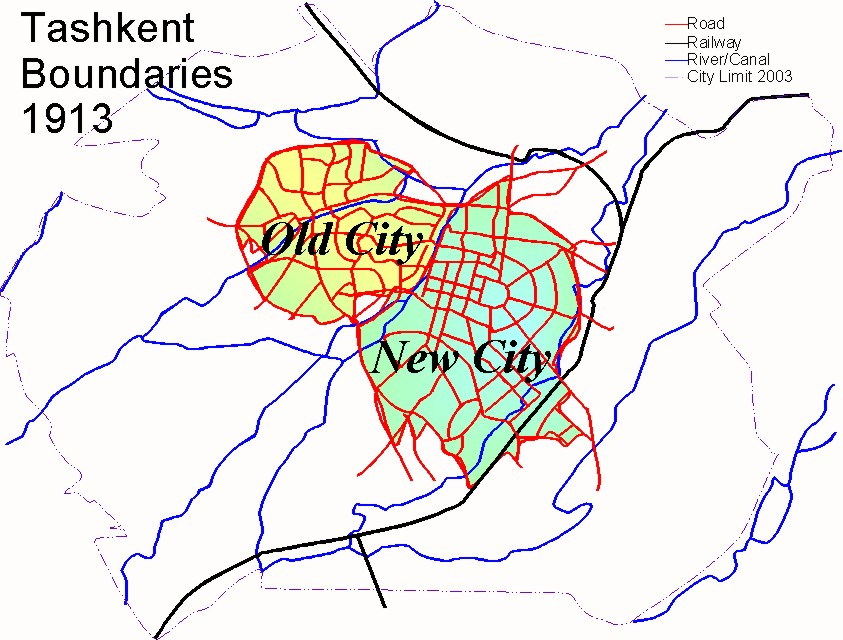
1913
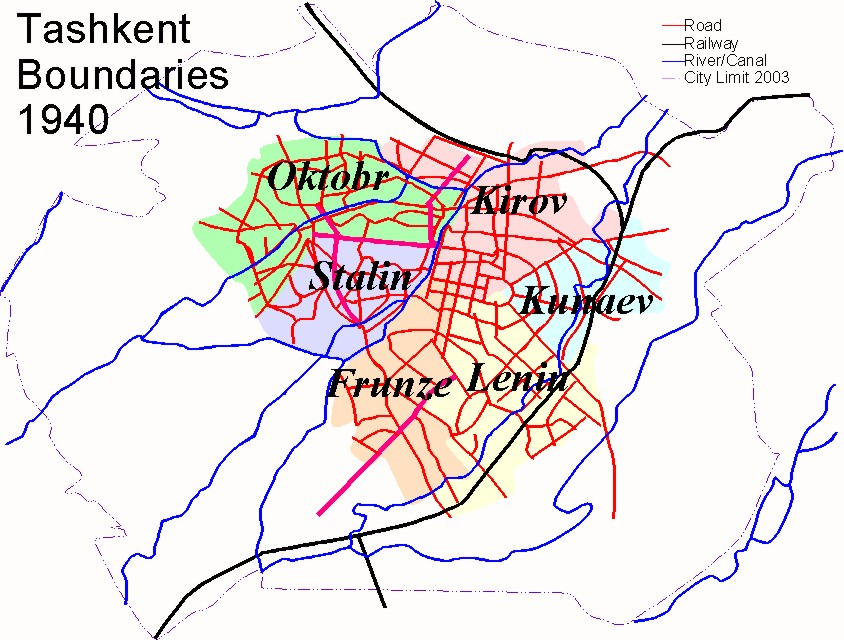
1940
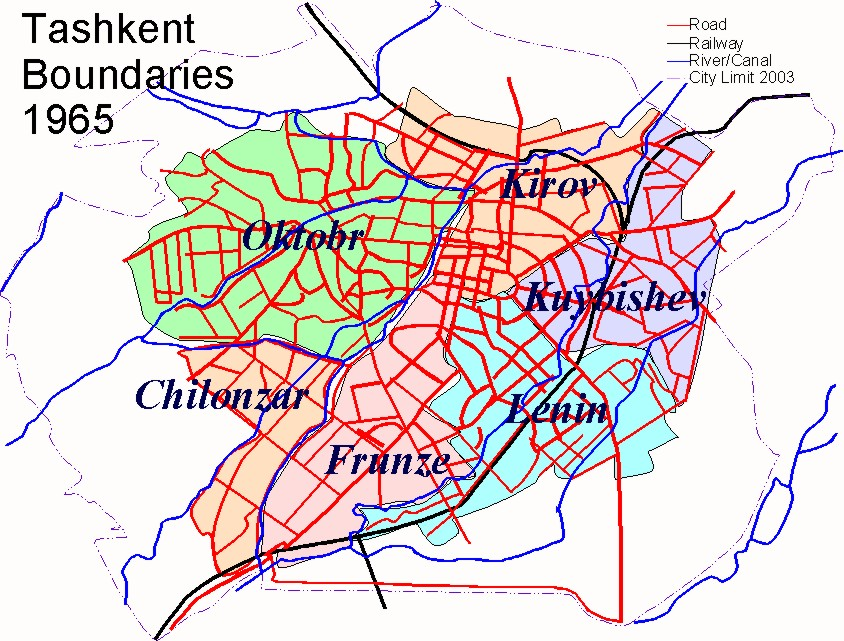
1965
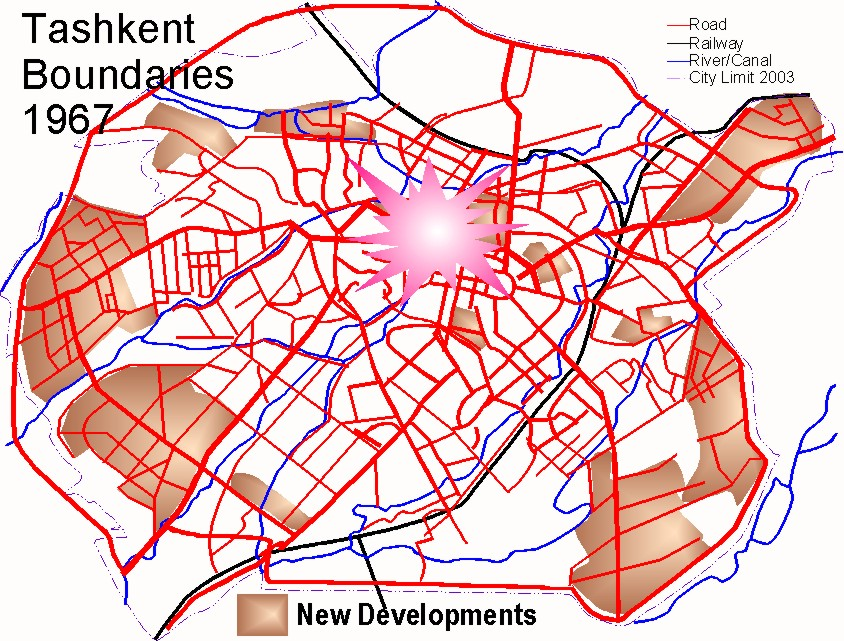
1966: Trận động đất năm 1966 và tái phát triển
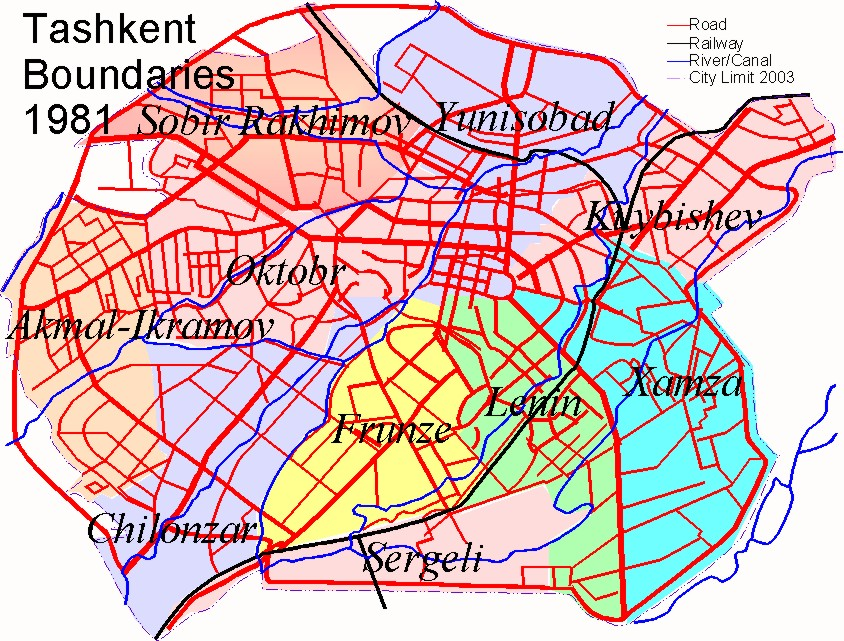
1981
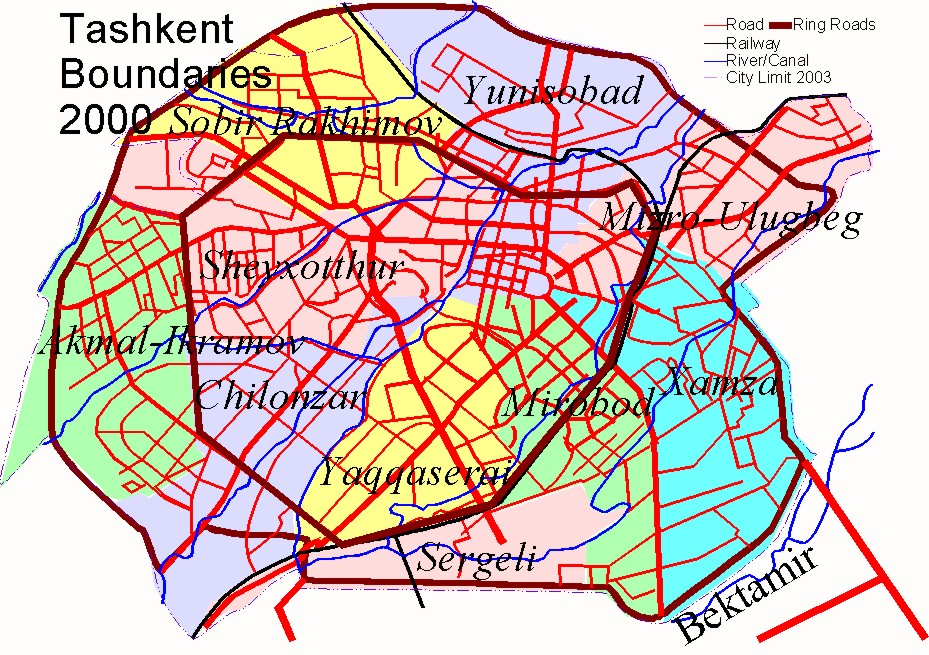
2000

## Địa lí và khí hậu

### Địa lí

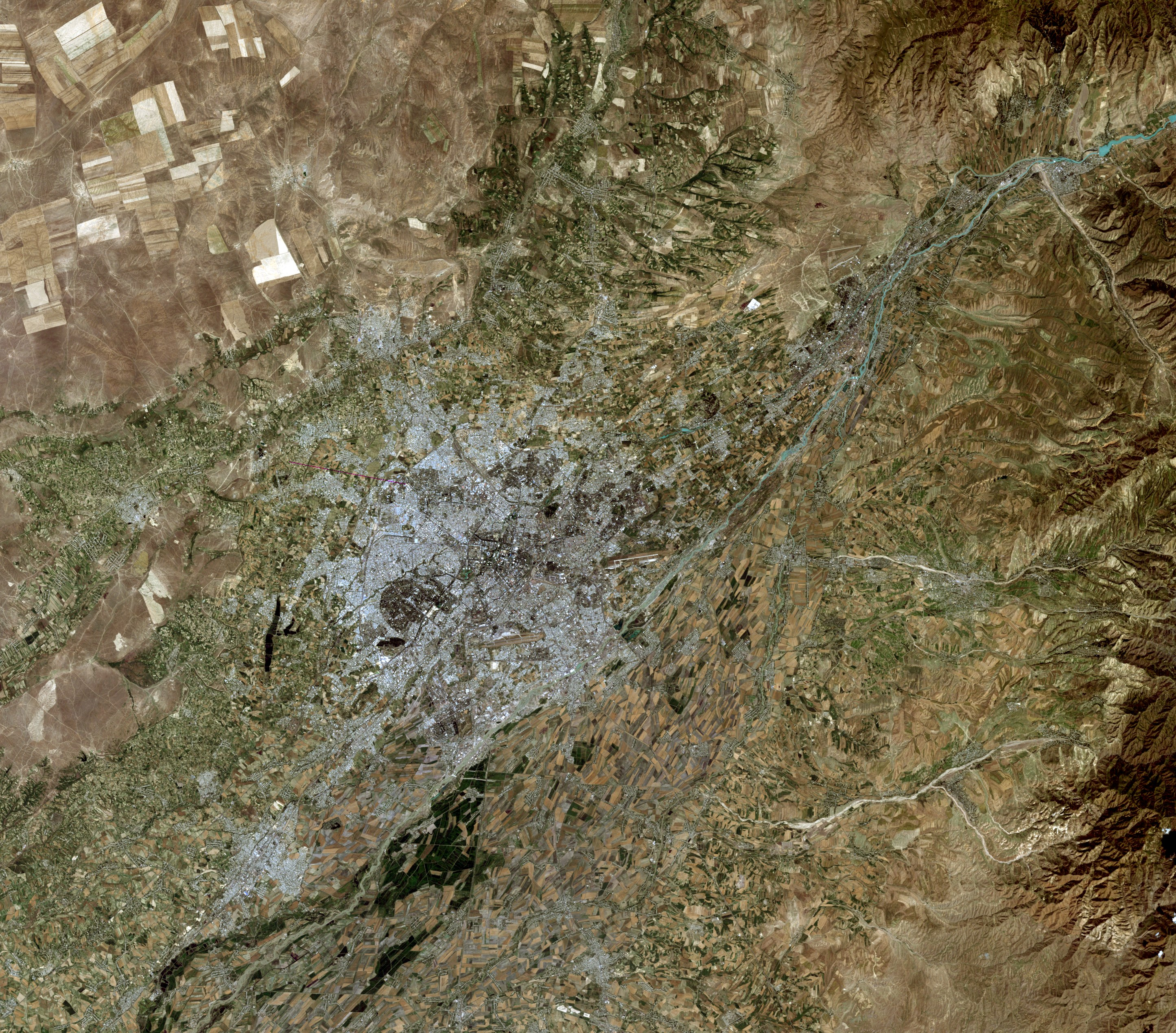
Tashkent nhìn từ vệ tinh năm 2010

Tashkent nằm ở tọa độ 41 ° 18'N 69 ° 16'E, tọa lạc ở phía Đông của Uzbekistan, nằm trên đồng bằng được tưới nước tươi tốt về phía tây của dãy núi Altay trên đường giữa Shymkent và Samarkand. Tashkent nằm ở vị trí hợp lưu của sông Chirchiq và một số chi lưu của nó, được xây dựng trên các trầm tích bồi tụ sâu đến 15 mét (49 ft). Thành phố này nằm trong khu vực kiến tạo năng động, dẫn đến xảy ra rất nhiều dư chấn và một số trận động đất. Giờ địa phương ở Tashkent là UTC / GMT + 5.

### Khí hậu
Tashkent có khí hậu Địa Trung Hải (Köppen: Csa) với ảnh hưởng mạnh mẽ của khí hậu lục địa (Köppen: Dsa). Tashkent trải qua mùa đông lạnh giá và mùa hè khô nóng. Mùa đông thường lạnh dưới 0 °C và thường xuyên có tuyết, kéo dài từ tháng 12 đến tháng 2 năm sau. Hầu hết lượng mưa xuất hiện trong những tháng này. Thành phố hai lần trải qua lượng mưa đạt đỉnh là vào đầu mùa đông và mùa xuân. Mô hình lượng mưa bất thường hơi khác một phần do độ cao 500 m (khoảng 1600 bộ). Mùa hè ở Tashkent dài, thường kéo dài từ tháng 5 đến tháng 9. Tashkent có thể rất nóng vào tháng 7 và tháng 8. Thành phố có lượng mưa rất ít trong mùa hè, đặc biệt từ tháng 6 đến tháng 9.
| Dữ liệu khí hậu của Tashkent (1981–2010) | Dữ liệu khí hậu của Tashkent (1981–2010) | Dữ liệu khí hậu của Tashkent (1981–2010) | Dữ liệu khí hậu của Tashkent (1981–2010) | Dữ liệu khí hậu của Tashkent (1981–2010) | Dữ liệu khí hậu của Tashkent (1981–2010) | Dữ liệu khí hậu của Tashkent (1981–2010) | Dữ liệu khí hậu của Tashkent (1981–2010) | Dữ liệu khí hậu của Tashkent (1981–2010) | Dữ liệu khí hậu của Tashkent (1981–2010) | Dữ liệu khí hậu của Tashkent (1981–2010) | Dữ liệu khí hậu của Tashkent (1981–2010) | Dữ liệu khí hậu của Tashkent (1981–2010) | Dữ liệu khí hậu của Tashkent (1981–2010) |
| Tháng | 1                                        | 2                                        | 3                                        | 4                                        | 5                                        | 6                                        | 7                                        | 8                                        | 9                                        | 10                                       | 11                                       | 12                                       | Năm                                      |
| --- | ---------------------------------------- | ---------------------------------------- | ---------------------------------------- | ---------------------------------------- | ---------------------------------------- | ---------------------------------------- | ---------------------------------------- | ---------------------------------------- | ---------------------------------------- | ---------------------------------------- | ---------------------------------------- | ---------------------------------------- | ---------------------------------------- |
| Cao kỉ lục °C (°F) | 22.6 (72.7)                              | 27.0 (80.6)                              | 32.5 (90.5)                              | 36.4 (97.5)                              | 39.9 (103.8)                             | 45.0 (113.0)                             | 44.6 (112.3)                             | 43.1 (109.6)                             | 40.0 (104.0)                             | 37.5 (99.5)                              | 31.6 (88.9)                              | 27.3 (81.1)                              | 44.6 (112.3)                             |
| Trung bình ngày tối đa °C (°F) | 6.9 (44.4)                               | 9.4 (48.9)                               | 15.2 (59.4)                              | 22.0 (71.6)                              | 27.5 (81.5)                              | 33.4 (92.1)                              | 35.6 (96.1)                              | 34.7 (94.5)                              | 29.3 (84.7)                              | 21.8 (71.2)                              | 14.9 (58.8)                              | 8.8 (47.8)                               | 21.6 (70.9)                              |
| Trung bình ngày °C (°F) | 1.9 (35.4)                               | 3.9 (39.0)                               | 9.3 (48.7)                               | 15.5 (59.9)                              | 20.5 (68.9)                              | 25.8 (78.4)                              | 27.8 (82.0)                              | 26.2 (79.2)                              | 20.6 (69.1)                              | 13.9 (57.0)                              | 8.5 (47.3)                               | 3.5 (38.3)                               | 14.8 (58.6)                              |
| Tối thiểu trung bình ngày °C (°F) | −1.5 (29.3)                              | 0.0 (32.0)                               | 4.8 (40.6)                               | 9.8 (49.6)                               | 13.7 (56.7)                              | 18.1 (64.6)                              | 19.7 (67.5)                              | 18.1 (64.6)                              | 13.0 (55.4)                              | 7.8 (46.0)                               | 4.1 (39.4)                               | 0.0 (32.0)                               | 9.0 (48.2)                               |
| Thấp kỉ lục °C (°F) | −28 (−18)                                | −25.6 (−14.1)                            | −16.9 (1.6)                              | −6.3 (20.7)                              | −1.7 (28.9)                              | 3.8 (38.8)                               | 8.2 (46.8)                               | 5.7 (42.3)                               | 0.1 (32.2)                               | −11.2 (11.8)                             | −22.1 (−7.8)                             | −29.5 (−21.1)                            | −29.5 (−21.1)                            |
| Lượng Giáng thủy trung bình mm (inches) | 53.3 (2.10)                              | 63.8 (2.51)                              | 70.2 (2.76)                              | 62.3 (2.45)                              | 41.2 (1.62)                              | 14.3 (0.56)                              | 4.5 (0.18)                               | 1.3 (0.05)                               | 6.0 (0.24)                               | 24.7 (0.97)                              | 43.9 (1.73)                              | 58.9 (2.32)                              | 444.4 (17.50)                            |
| Số ngày giáng thủy trung bình | 14                                       | 13                                       | 14                                       | 12                                       | 11                                       | 7                                        | 4                                        | 3                                        | 3                                        | 7                                        | 10                                       | 12                                       | 110                                      |
| Số ngày tuyết rơi trung bình | 9                                        | 7                                        | 2                                        | 0                                        | 0                                        | 0                                        | 0                                        | 0                                        | 0                                        | 1                                        | 2                                        | 6                                        | 27                                       |
| Độ ẩm tương đối trung bình (%) | 73                                       | 68                                       | 61                                       | 60                                       | 53                                       | 40                                       | 39                                       | 42                                       | 45                                       | 57                                       | 66                                       | 73                                       | 56                                       |
| Số giờ nắng trung bình tháng | 117.3                                    | 125.3                                    | 165.1                                    | 216.8                                    | 303.4                                    | 361.8                                    | 383.7                                    | 365.8                                    | 300.9                                    | 224.8                                    | 149.5                                    | 105.9                                    | 2.820,3                                  |
| Nguồn 1: Centre of Hydrometeorological Service of Uzbekistan |                                          |                                          |                                          |                                          |                                          |                                          |                                          |                                          |                                          |                                          |                                          |                                          |                                          |
| Nguồn 2: Pogoda.ru.net (mean temperatures/humidity/snow days 1981–2010, record low and record high temperatures), NOAA (mean monthly sunshine hours, 1961–1990) OGIMET |                                          |                                          |                                          |                                          |                                          |                                          |                                          |                                          |                                          |                                          |                                          |                                          |                                          |

## Nhân khẩu

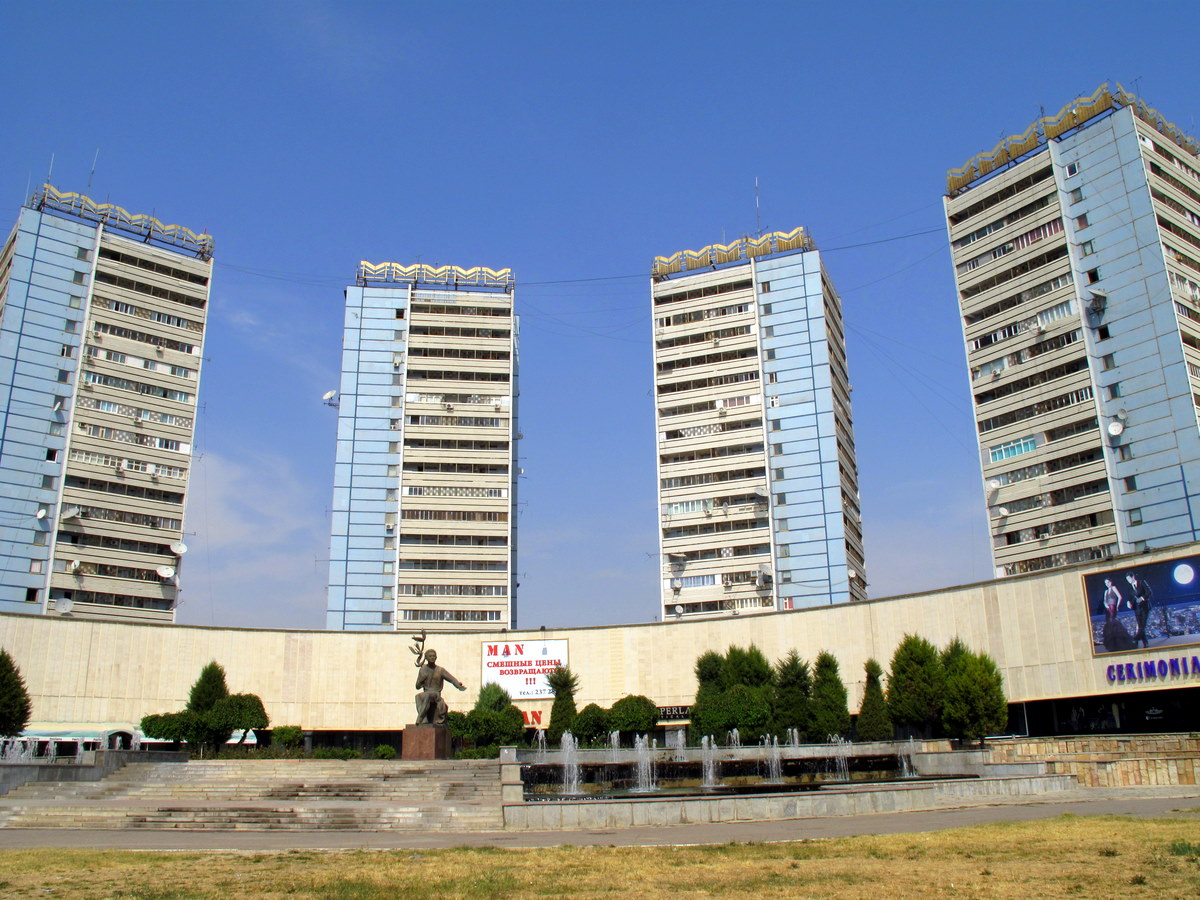
Một khu cao ốc chung cư

Tính đến năm 1983, Tashkent có 1.902.000 người sinh sống trong một khu vực thành phố có diện tích 256 km2 (99 sq mi). Đến năm 1991, (sau thời Liên bang Xô viết) số người thường trú tại thủ đô đã tăng lên khoảng 2.136.600 người. Tashkent là thành phố đông dân thứ tư của Liên Xô cũ, sau Moskva, Leningrad (St. Petersburg) và Kiev. Ngày nay, Tashkent vẫn là thành phố đông dân thứ tư trong các nước thuộc khối CIS. Dân số của thành phố là 2.295.300 người vào năm 2004.
Vào năm 2008, cấu trúc nhân khẩu học của Tashkent như sau:
- 63,0% - người Uzbek
- 20,0% - người Nga
- 4,5% - người Tatar
- 2,2% - người Triều Tiên
- 2,1% - người Tajik
- 1,2% - người Duy Ngô Nhĩ
- 7,0% - các dân tộc khác

## Hành chính

Một góc Tashkent

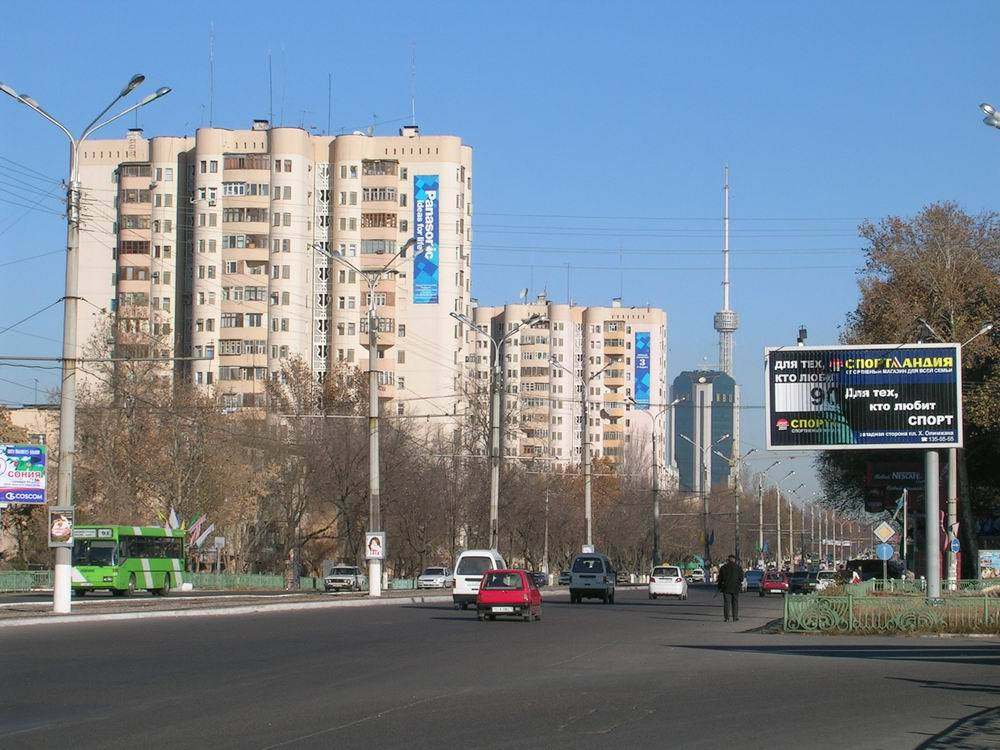
Đường Amir Timur ở Tashkent

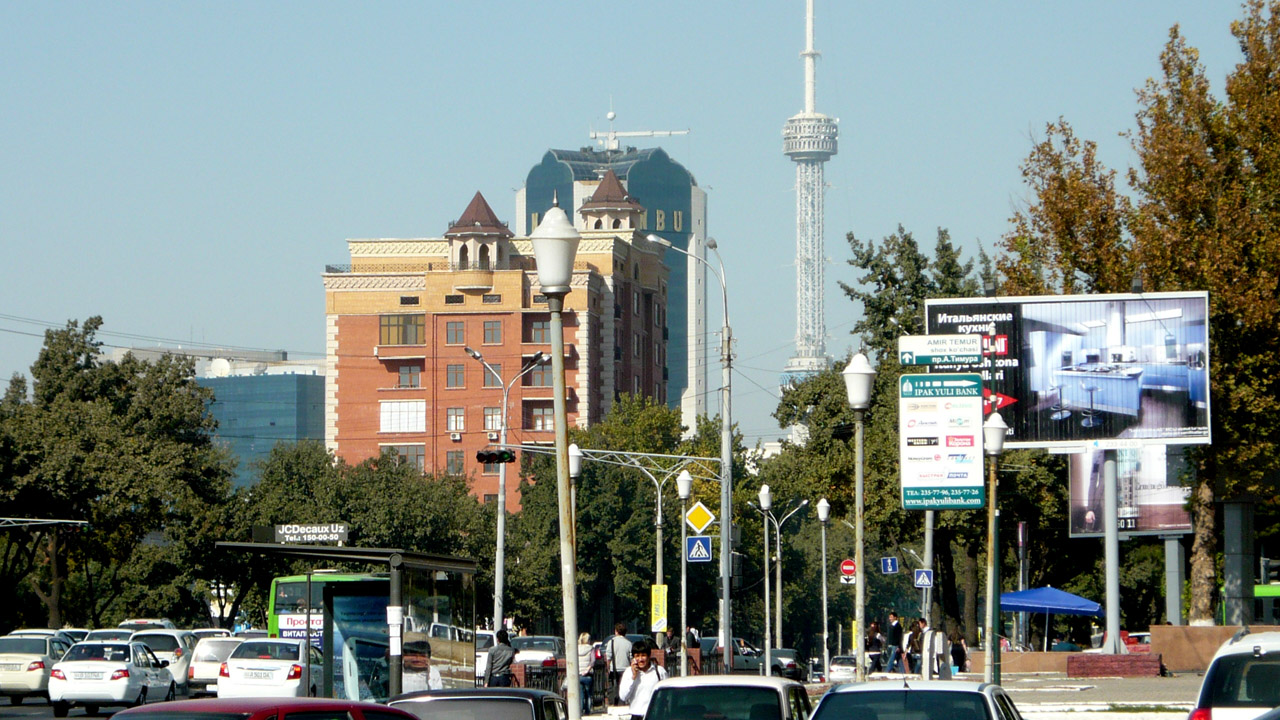
Một con đường ở trung tâm năm 2012

Tashkent hiện tại được chia thành các quận như sau (Uzbek:Tuman}}):
| Số | Quận          | Dân số (2009) | Diện tích (km²) | Mật độ (người/km²) | == Bản đồ == |
| -- | ------------- | ------------- | --------------- | ------------------ | ------------ |
| 1  | Bektemir      | 27,500        | 20.5            | 1,341              |              |
| 2  | Chilanzar     | 217,000       | 30.0            | 7,233              |              |
| 3  | Yashnobod     | 204,800       | 33.7            | 6,077              |              |
| 4  | Mirobod       | 122,700       | 17.1            | 7,175              |              |
| 5  | Mirzo Ulugbek | 245,200       | 31.9            | 7,687              |              |
| 6  | Sergeli       | 149,000       | 56.0            | 2,661              |              |
| 7  | Shaykhontohur | 285,800       | 27.2            | 10,507             |              |
| 8  | Olmazar       | 305,400       | 34.5            | 8,852              |              |
| 9  | Uchtepa       | 237,000       | 28.2            | 8,404              |              |
| 10 | Yakkasaray    | 115,200       | 14.6            | 7,890              |              |
| 11 | Yunusabad     | 296,700       | 41.1            | 7,219              |              |

## Các địa danh

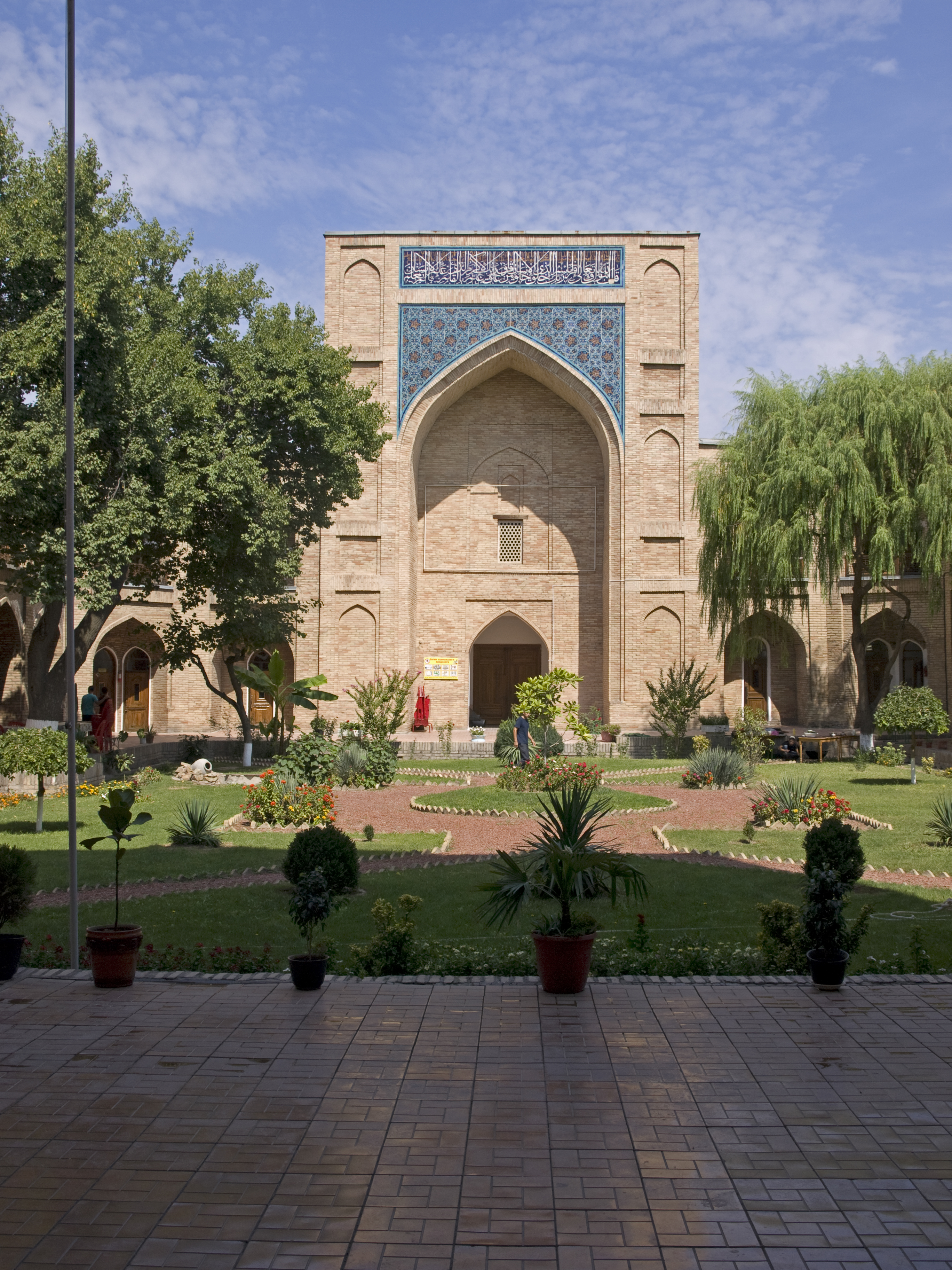
Kukeldash Madrasa

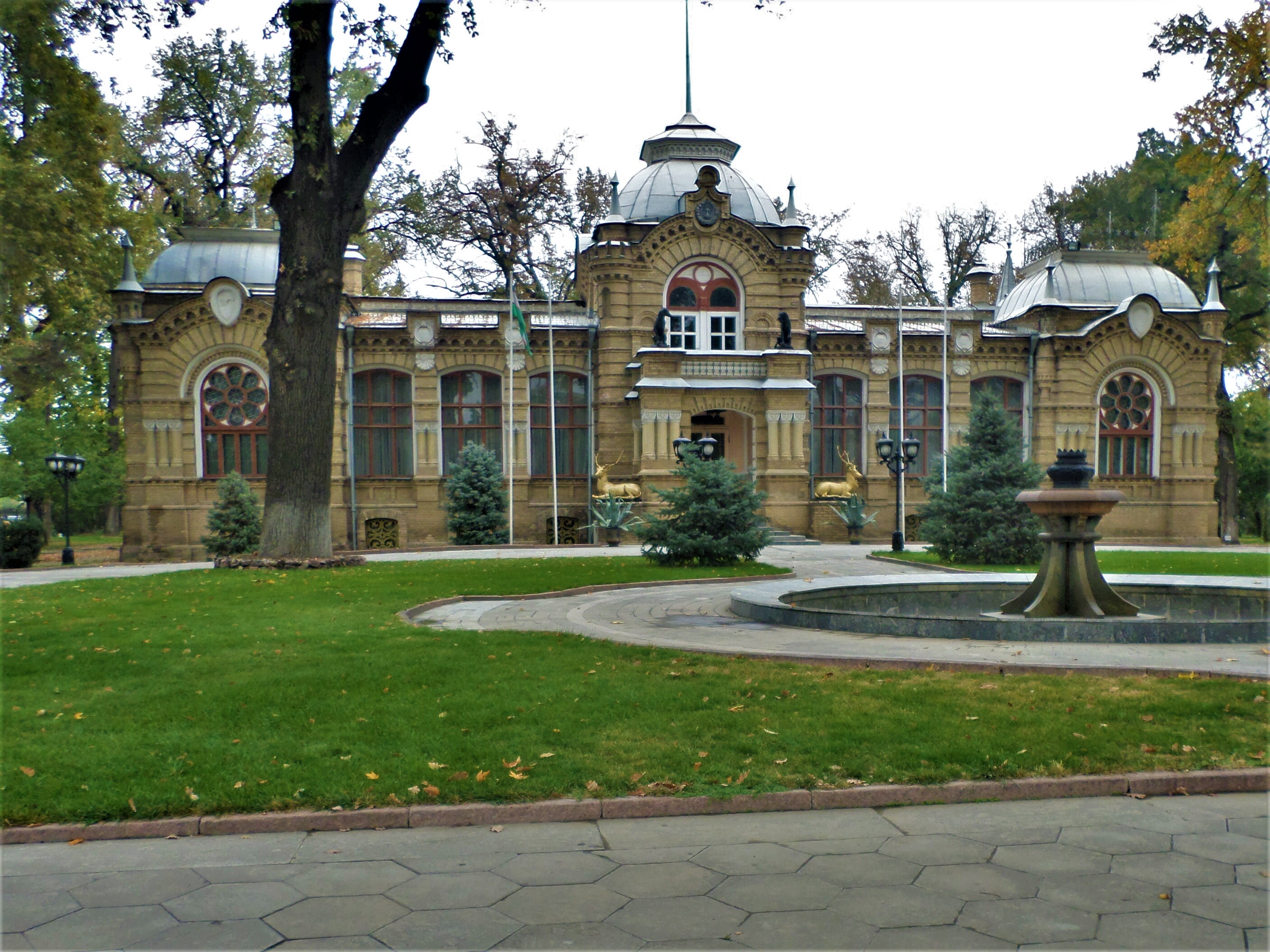
Cung điện Hoàng tử Romanov

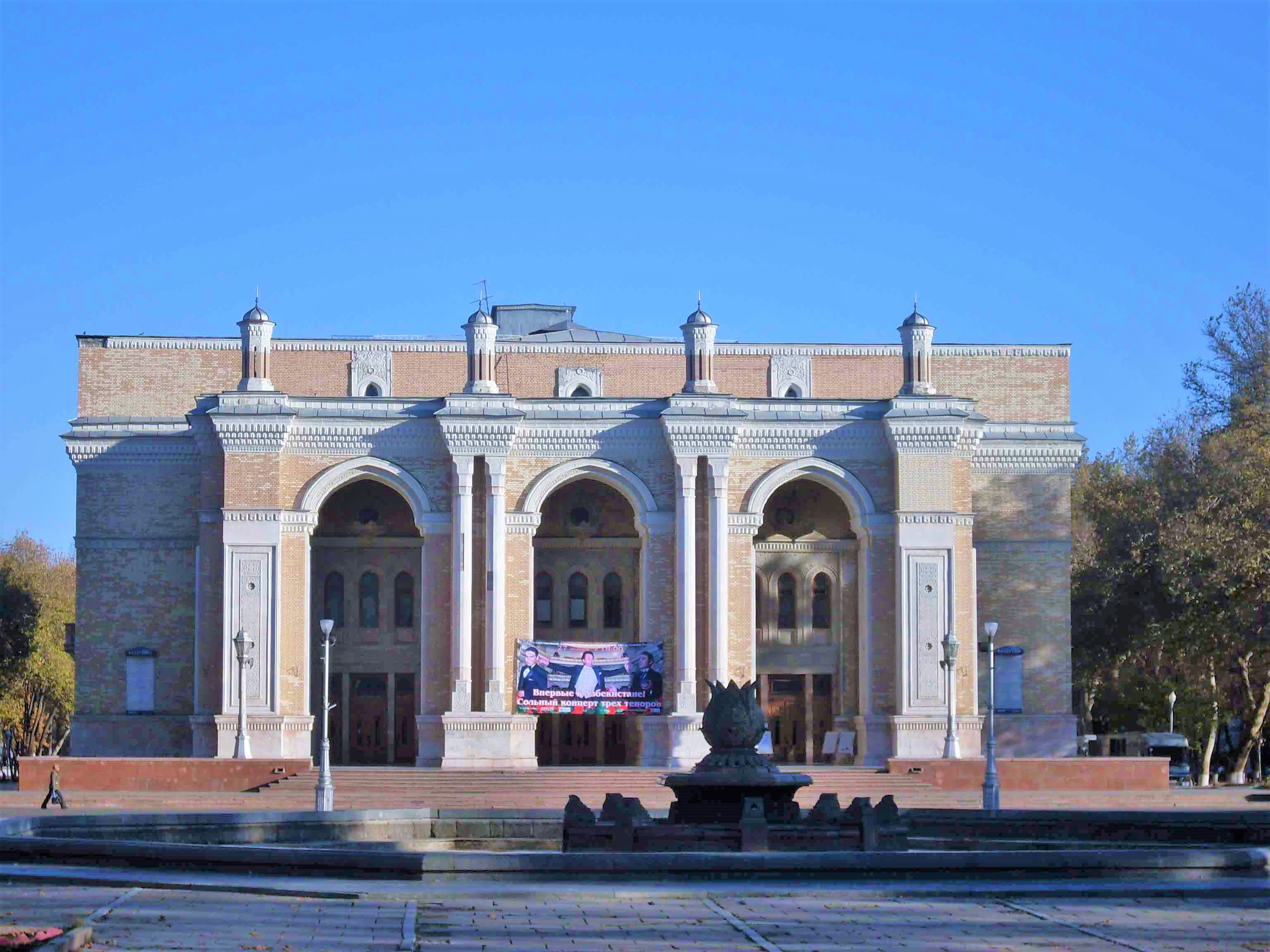
Bảo tàng văn học Alisher Navoi and nhà hát Ballet

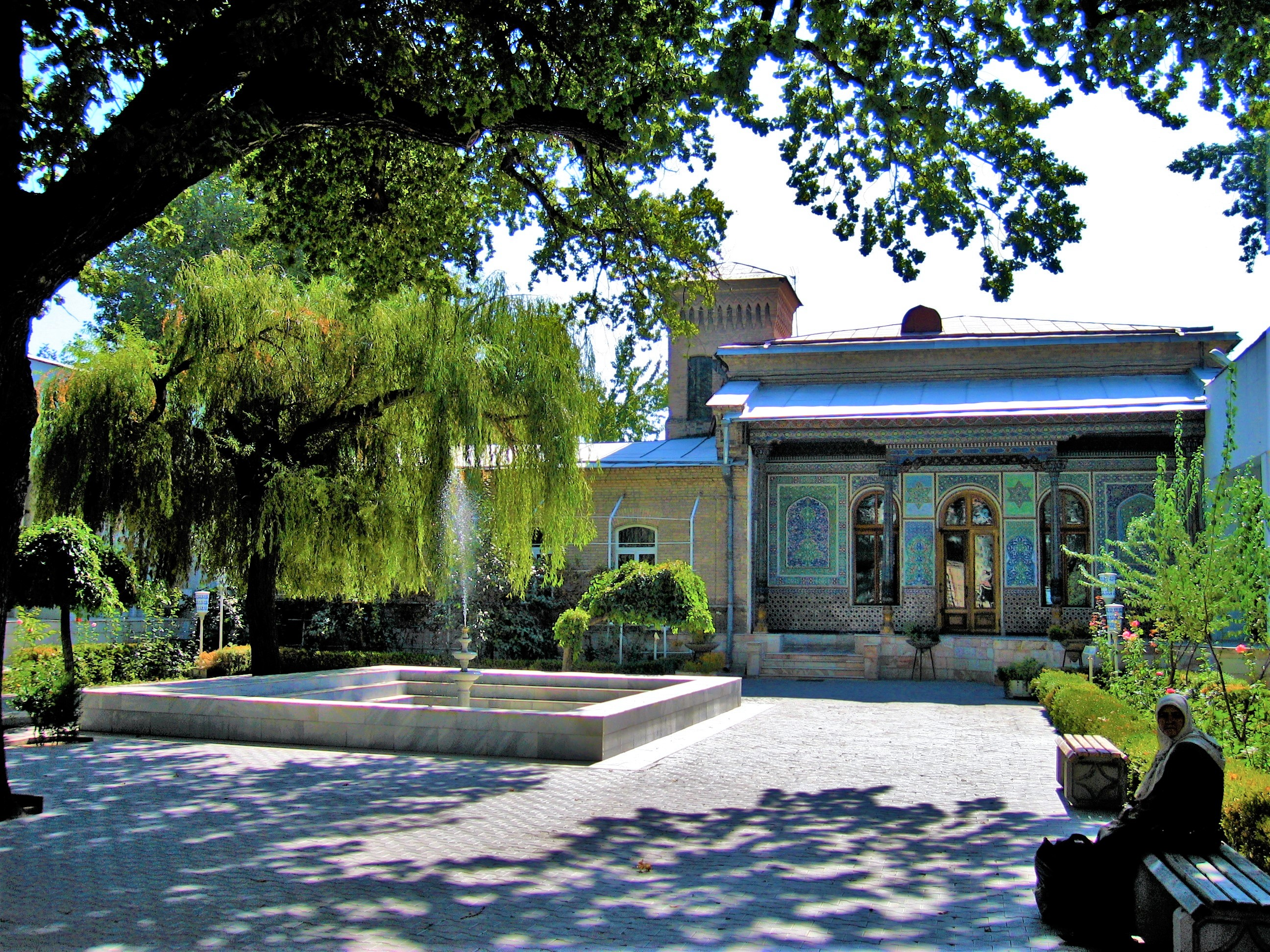
Bảo tàng Mĩ thuật

Sự tàn phá của phần lớn các di tích cổ trong cuộc cách mạng Nga (1917) và sau đó là trận động đất năm 1966 đã phá hủy đáng kể những di sản kiến trúc truyền thống của Tashkent. Tuy nhiên, các địa danh đáng chú ý ở Tashkent vẫn còn rất phong phú với các bảo tàng và các di tích thời Xô viết. Chúng bao gồm:
- Kukeldash Madrasah: Có niên đại từ thời Abdullah Khan II (1557-1598), hiện đang được Hội đồng Tôn giáo Mawarannahr khôi phục. Có đề xuất biến nó trở thành một viện bảo tàng, nhưng nó hiện đang được sử dụng như một madrasa.
- Chorsu Bazaar: nằm gần Kukeldash Madrassa. Khu chợ ngoài trời khổng lồ này là trung tâm của thị trấn Tashkent cũ, được xem như một trong những tòa nhà có kiến trúc ấn tượng nhất Tashkent với mái vòm như một viên ngọc xanh lam khổng lồ. Đây là nơi chủ yếu bày bán những đặc sản của Uzbekistan như pilaf, nhưng cũng có kim chi và những món ẩm thực Triều Tiên do cư dân Triều Tiên định cư và phát triển mạnh tại đây.
- Khu phức hợp Hazrati Imam:  Nó bao gồm một số nhà thờ Hồi giáo, đền thờ và một thư viện chứa bản thảo Qur'an bằng chữ Kufic, được coi là kinh Qur'an cổ nhất còn tồn tại trên thế giới. Có niên đại từ năm 655 và được nhuộm bằng máu của vị vua bị sát hại, Othman bin Affan, nó được Timur mang đến Samarkand, bị người Nga thu giữ như một chiến tích và đưa đến Saint Petersburg. Nó được trả lại cho Uzbekistan vào năm 1924.
- Lăng mộ Yunus Khan: Đây là một nhóm ba lăng mộ thế kỷ 15, được phục hồi vào thế kỷ 19. Lớn nhất là ngôi mộ của Yunus Khan, ông nội của người sáng lập đế quốc Mogul Babur.
- Cung điện Hoàng tử Romanov: Trong thế kỷ 19, Đại công tước Nikolai Konstantinovich, người anh họ đầu tiên của Aleksandr III của Nga đã bị trục xuất sang Tashkent vì một số giao dịch liên quan đến đến đồ trang sức vương miện Nga. Cung điện của ông vẫn còn tồn tại ở trung tâm của thành phố. Từng là một viện bảo tàng, nó đã được sử dụng bởi Bộ Ngoại giao.
- Nhà hát Opera và Ballet Alisher Navoi: được xây dựng bởi cùng một kiến trúc sư đã thiết kế lăng của Lenin ở Moskva, Aleksey Shchusev, với sự hỗ trợ của những tù nhân lao động chiến tranh Nhật Bản trong chiến tranh thế giới thứ hai. Nhà hát thường tổ chức ba lê và opera Nga.
- Bảo tàng Mỹ thuật Uzbekistan: Bảo tàng chứa một bộ sưu tập lớn của nghệ thuật từ thời kỳ tiền thuộc Nga, bao gồm bức tranh Sogdian, tượng Phật giáo và nghệ thuật Hỏa giáo, cùng với một bộ sưu tập hiện đại hơn của nghệ thuật áp dụng vào thế kỷ 19 và 20, chẳng hạn như vải thêu suzani. Được quan tâm nhiều hơn là bộ sưu tập lớn các bức tranh "mượn" từ bảo tàng Ermitazh bởi hoàng tử Romanov để trang trí cung điện của ông khi lưu vong tại Tashkent, và không bao giờ trả lại. Phía sau bảo tàng là một công viên nhỏ, chứa những ngôi mộ bị bỏ quên của những người Bolshevik đã qua đời trong cuộc Cách mạng Nga năm 1917 và sự phản bội của Osipov vào năm 1919, cùng với Tổng thống đầu tiên của Uzbekistan Yuldosh Akhunbabayev.
- Bảo tàng Nghệ thuật ứng dụng: Nằm trong một ngôi nhà truyền thống ban đầu được ủy nhiệm cho một nhà ngoại giao giàu có, chính ngôi nhà này là điểm thu hút chính, chứ không phải là bộ sưu tập nghệ thuật ứng dụng của thế kỷ 19 và 20.
- Bảo tàng Lịch sử Quốc gia Uzbekistan: là bảo tàng lớn nhất trong thành phố. Nơi này từng là Bảo tàng Lenin cũ.
- Bảo tàng Amir Timur: nằm trong một tòa nhà với mái vòm màu xanh nước biển rực rỡ và nội thất trang trí công phu. Nó trưng bày các hiện vật mô tả cuộc đời của Timur và tổng thống Islam Karimov. Một khu vườn bên ngoài có một bức tượng Timur trên lưng ngựa, được bao quanh bởi một số khu vườn và đài phun nước đẹp nhất trong thành phố.
- Bảo tàng văn học Navoi: kỷ niệm người anh hùng văn học của Uzbekistan, Alisher Navoi, với bản sao chép, thư pháp Hồi giáo và các bức tranh thu nhỏ vào thế kỷ 15.
- Tàu điện ngầm Tashkent được biết đến với thiết kế và kiến trúc lộng lẫy trong các ga tàu. Chụp ảnh trong các ga tàu bị cấm trong vòng 40 năm cho đến tháng 7 năm 2018.

Nhà thờ chính thống giáo Nga ở quảng trường Amir Temur, được xây dựng vào năm 1898, đã bị phá hủy vào năm 2009. Tòa nhà không được phép sử dụng cho mục đích tôn giáo từ những năm 1920 do chiến dịch chống tôn giáo được thực hiện trên toàn Liên Xô cũ bởi chính quyền Bolshevik ở Moskva. Trong thời kỳ Xô viết, tòa nhà được sử dụng cho các mục đích phi tôn giáo khác nhau; sau khi độc lập, nó trở thành một ngân hàng.
Tashkent cũng có một công viên tưởng niệm các nạn nhân trong chiến tranh Thế giới thứ hai và một đài tưởng niệm các binh sĩ trong chiến dịch bảo vệ Tổ quốc.

## Giáo dục
Các cơ quan khoa học quan trọng nhất của Uzbekistan, chẳng hạn như Học viện Khoa học của Uzbekistan, nằm ở Tashkent. Có một số trường đại học và cơ sở giáo dục đại học:
- Viện công trình xây dựng đường ô tô Tashkent
- Đại học Kỹ thuật Bang Tashkent
- Viện Kiến trúc và Xây dựng Tashkent
- Viện Thủy lợi và Melioration Tashkent
- Trường Kinh doanh Quốc tế Kelajak Ilmi
- Đại học Công nghệ Thông tin Tashkent
- Đại học Quốc tế Westminster ở Tashkent
- Đại học Bách khoa Turin ở Tashkent
- Đại học Quốc gia Uzbekistan
- Đại học Kinh tế Thế giới và Ngoại giao
- Đại học Kinh tế Tiểu bang Tashkent
- Viện Luật Tashkent State
- Viện Tài chính Tashkent
- Đại học Ngoại ngữ Ngoại ngữ
- Nhạc viện
- Viện y tế nhi khoa Tashkent
- Học viện Y học Tashkent State
- Viện nghiên cứu phương Đông
- Đại học Hồi giáo Tashkent
- Viện Phát triển Quản lý Singapore tại Tashkent
- Viện dệt may và công nghiệp nhẹ Tashkent
- Viện kỹ thuật vận tải đường sắt Tashkent
- Viện Nghệ thuật và Thiết kế Quốc gia đặt theo tên Kamaleddin Bekhzod
- Đại học Inha Tashkent

## Thể thao

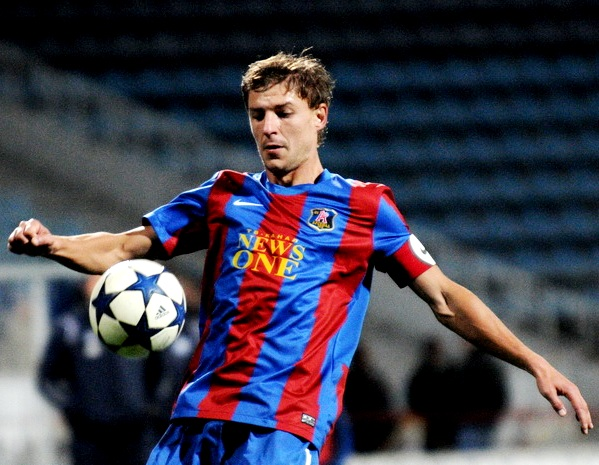
Maksim Shatskikh, cựu tiền đạo nổi tiếng và là chân sút ghi nhiều bàn thắng nhất cho đội tuyển bóng đá quốc gia Uzbekistan, sinh ra ở Tashkent.

## Giao thông

Bên trong một ga Metro ở Tashkent

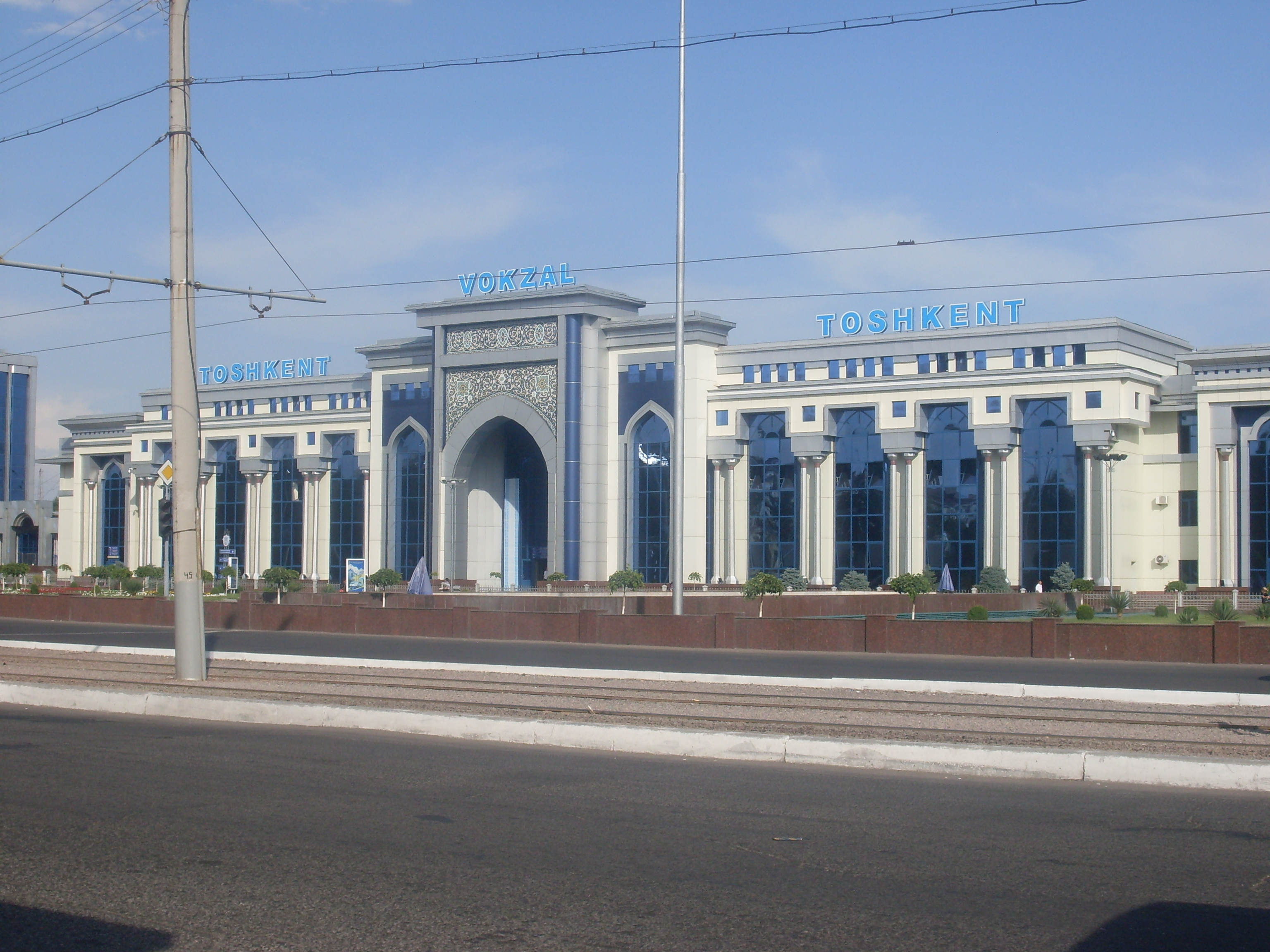
Ga đường sắt Tashkent